# Ťuhýk americký
Ťuhýk americký (Lanius ludovicianus) je středně velký druh pěvce z čeledi ťuhýkovitých. Ťuhýk americký je endemit Severní Ameriky. Pro jeho výraznou masožravost se mu v angličtině přezdívá butcherbird, neboť loví obojživelníky, hmyz, ještěrky, drobné savce a ptáky. Vzhledem ke své malé velikosti a slabým pařátům tento pták někdy nabodává svoji kořist na trny nebo ostnatý plot pro snazší konzumaci. Počet ťuhýků amerických v posledních letech výrazně klesl.

## Popis
Ťuhýk americký je středně velký pěvec. Od zobáku k ocasu měří přibližně 23 cm. Délka křídla a ocasu je asi 3,82 až 3,87 centimetrů. Váží v průměru 50 gramů. Zbarvení dospělého peří je nahoře šedé, s bílou až světle šedou náprsenkou a dolní partie jsou černé. Pták má černou masku, která sahá přes oči až po zobák, čímž se liší od podobného, ale o něco většího, ťuhýka severního. Křídla jsou černá s výraznou bílou skvrnou na letovém peří. Ocas je černý, lemovaný bílou barvou. Zobák je krátký, černý a výrazně zahnutý, s jehož pomocí, podobně jako mnohem větší dravci, může trhat kořist. Odlišení samce od samičky je obtížné, neboť jsou stejně zbarveni, nicméně několik studií jistý sexuální dimorfismus ve zbarvení peří a velikosti uvádí. Mláďata mají bledší šedé opeření s mírně zvlněným vzorkem. Ťuhýk americký se dožívá až 12,5 let

## Potrava
I když patří mezi pěvce, je zároveň predátorem, který loví ve dne. Požírá především hmyz, ale také pavouky, plazy, obojživelníky, hlodavce, netopýry a malé ptáky. Velikost kořisti se pohybuje v rozmezí od 0,001 g hmyzu do 25 g myší nebo plazů.